# Poul Friis
Poul Peter Jørgen Friis (1854 – 1905) var en dansk skuespiller og teaterleder.
Friis var først knyttet til et lille, uanseligt provinsselskab (W.E. Pflugmacher), men debuterede i 1872 på Folketeatret. Han blev dog ikke bemærket overhovedet og søgte derfor igen til provinsen og til Norge. Først da han omkring 1880 blev taget under Emma Cortes' vinger, fik han i hende en vejleder af betydning. Poul Friis fik aldrig en solid uddannelse, men havde et umiddelbart naturtalent som skuespiller, en sikker evne til at give udtryk for elskværdig godmodighed og sprudlende livsglæde og desuden personlig charme. Blandt hans store roller var Henrik i Holbergs Henrik og Pernille og Nicolai i Nøddebo Præstegård. Fra 1885 var han direktør for et provinsteater, hvis repertoire spændte vidt.
Han blev gift 1888 i Sankt Knuds Kirke i Odense med skuespillerinden Leonhardine Angelika "Engelke" Wulff (26. januar 1867 i Sæby - 5. december 1944 i Hellerup), som efter Friis' død ægtede hofjægermester, gesandt Harry Treschow.